# St-Jean (Alleins)

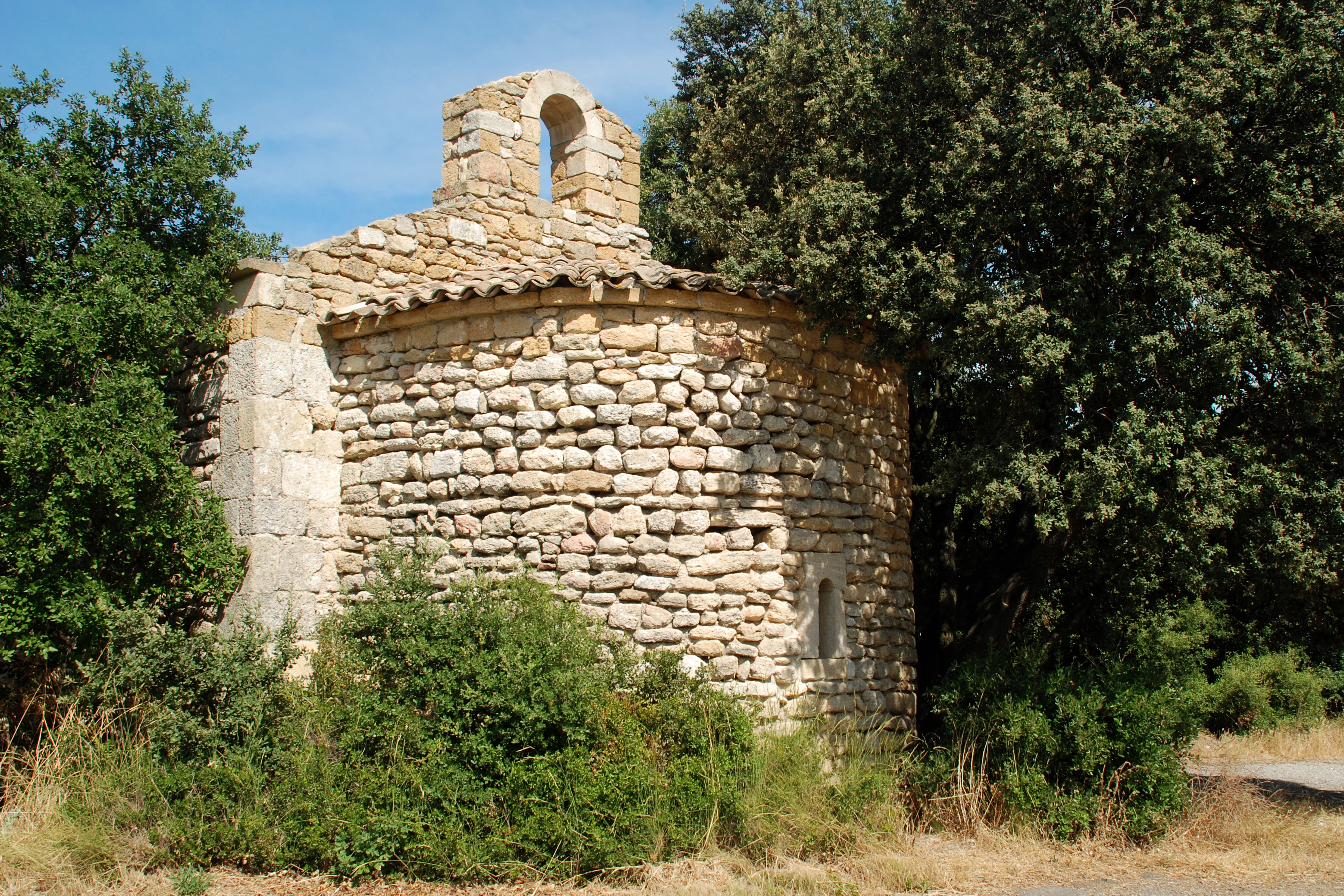
Saint-Jean in Alleins

Die katholische Kapelle Saint-Jean in Alleins, einer Gemeinde im französischen Département Bouches-du-Rhône in der Region Provence-Alpes-Côte d’Azur, wurde im 12. Jahrhundert errichtet. 

## Architektur
Die Kapelle ist aus Bruchstein gemauert, nur die Ecken sind durch Hausteine befestigt. An das Kirchenschiff schließt sich ein halbrunder Chor an und auf dem Satteldach sitzt ein Glockengiebel, der heute keine Glocke mehr besitzt.